# 신상중학교 (서울)
신상중학교(新上中學校)는 대한민국 서울특별시 노원구 상계동에 있는 공립 중학교이다.

## 학교 연혁
- 1988년 3월 1일 : 초대 박덕영 교장 취임
- 1988년 3월 3일 : 제1회 신입생 입학식 558명 (남 7학급, 여 5학급)
- 1991년 2월 13일 : 제1회 졸업식 664명 (남 385명, 여 279명)
- 2010년 3월 1일 : 청렴교육 시범학교 운영
- 2021년 3월 1일 : 제11대 박정욱 교장 취임
- 2023년 2월 2일 : 제33회 졸업식(131명) 총인원 12,317명 졸업
- 2023년 3월 2일 : 제36회 입학식(103명 남 41명, 여 62명)

## 참고 자료
- 신상중학교 - 한국교육학술정보원 학교알리미